# Crimine a due
Crimine a due è un film italiano del 1964 diretto da Romano Ferrara.

## Trama
I coniugi Lugani accolgono nella loro villa il loro segretario Paolo e il fratello paralitico di Davide, Carlo, che è in grado di prevedere le tragedie e annunciarle.